# Oscilador de relajación

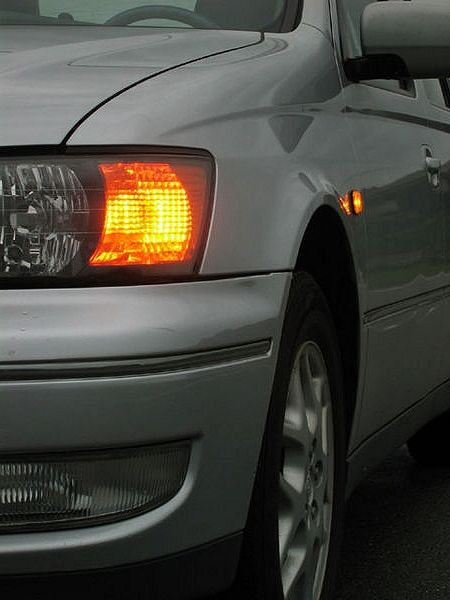
El intermitente en los vehículos de motor funciona con un oscilador relajación

Un oscilador de relajación es un oscilador  no lineal, obtenido por el aumento continuo de algún tipo de restricción, y la posterior liberación repentina de la misma. Cuando la tensión se vuelve demasiado fuerte, se descarga, y parte de la energía se disipa, la tensión aumenta de nuevo y el ciclo se repite. Esto puede ser ilustrado por una corriente de agua que llena un recipiente articulado alrededor de un eje horizontal. Cuando el recipiente está lleno, se vuelve inestable, se vacía de repente y luego vuelve a empezar.
En electrónica, se pueden generar oscilaciones de relajación subiendo lentamente la carga de un condensador, cuando la tensión alcanza un valor predeterminado para el circuito, se genera una rápida descarga y se vuelve a empezar. Es el fenómeno por el que se generan oscilaciones de relajación no controladas en el caso de chisporroteo, el primer transmisor de  Hertz funcionaba con este principio.

## Oscilador de relajación con disparador Schmitt

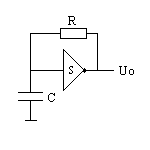
Multivibrador astable con inversor Shmittrigger

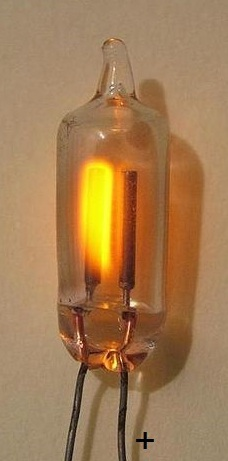
Lámpara de neón de 1/2 pulgada, usada como oscilador de relajación

En electrónica, los osciladores con  transistores unijonctions (UJT) son ejemplos de osciladores de relajación, pero aparte hay otros multivibradores astables.
Por ejemplo, en la imagen se muestra un multivibrador astable a partir de un disparador Schmitt (inversor tipo 74HC14). La histéresis de un inversor 74HC14 hace que con sólo una resistencia (R) y un condensador (C) se pueda obtener un circuito auto-oscilante del tipo multivibrador astable. El circuito de hecho se ha demostrado que tiene un ruido muy bajo (ondulación en la escala de tiempo) que, sin embargo, depende principalmente de qué tipo de condensador se use. Los mejores son los diferentes tipos de condensadores de poliéster por su estabilidad con la temperatura. Los peores son los condensadores cerámicos, por su inestabilidad con la variación de temperatura, aunque hay excepciones.
La frecuencia es aproximadamente:
{\displaystyle f_{0}={\frac {1}{0.8RC}}} Hertz

## Otros ejemplos
Un ejemplo clásico es el experimento del jarrón de Tántalo, donde la restricción es el nivel del agua, que aumenta de forma continua con la llegada de agua, y luego cae de golpe cuando el sifón se activa.
Entre las aplicaciones se encuentra en primer lugar el tubo fluorescente.
En mecánica, los chirridos son oscilaciones de relajación.